# Presidencia Roca
Presidencia Roca es una localidad argentina ubicada en el departamento Libertador General San Martín, al este de la provincia del Chaco. Se encuentra situada en la margen derecha del río Bermejo, sobre la cual fue fundada en 1884 como acto final de la campaña de incorporación de los territorios del Chaco al dominio nacional.
Se accede a la localidad mediante la ruta provincial N.º 90 y luego por ruta prov. n.º 3, asfaltada, que la comunica con General José de San Martín y Pampa del Indio.

## Historia
En 1884 el presidente Julio Argentino Roca se propuso someter a las tribus indígenas que impedían que los territorios del interior del Chaco estén bajo efectiva jurisdicción del estado nacional, para lo cual designó al Ministro de Guerra y Marina, General Benjamín Victorica al mando del contingente que hubo de ejecutar tal acción. La avanzada militar remontó el río Bermejo y fue abriendo un camino hasta la localidad salteña de Rivadavia. En las cercanías de lo que hoy es Presidencia Roca se ubicaban las históricas ruinas de La Cangayé, lugar en el cual Victorica esperó a que llegase una columna enviada desde Salta para dar por finalizada la campaña. Cuando el 5 de diciembre de 1884 llega la expedición salteña, Victorica resuelve fundar un pueblo en esa posición que consideraba estratégica para la dominación de los territorios del Chaco Austral y Central. Pero en vez de fundarlo en las ruinas donde estuvieron apostados, eligió el sitio donde hoy se encuentra Presidencia Roca, al cual favorecía un excelente apostadero sobre el río Bermejo. El mismo día procedió a la fundación del pueblo que denominó Presidencia Roca. Del acto de fundación participaron los militares —muchos de los cuales formarían parte de la base permanente en el lugar— y las tribus indígenas de las etnias toba, mocoví y mataco que decidieron abandonar la vida nómada como consecuencia de la derrota militar. 
En este acto se desarrolló un acontecimiento tristemente célebre. Un mes antes parte de la tropa del Coronel Ignacio Fotheringham —gobernador del Chaco en ese momento— había sido asaltada por un grupo de 10 indígenas al mando del cacique Yaloschi. Los indígenas fueron perseguidos, y el cacique Yaloschi tomado prisionero, sometido a un consejo de guerra verbal y fusilado ese mismo día. En el acto de fundación de Roca, Victorica usó la lanza del mencionado cacique para izar la bandera nacional, y clavó en la punta de la misma la cabeza de Yaloschi, ante la vista de los militares e indígenas que acompañaron el acto.
El Museo Municipal Benjamín Victorica exhibe permanentemente material de esta campaña.

## Toponimia
El pueblo se fundó en una campaña ordenada por el en ese entonces Presidente de la Nación Julio Argentino Roca, en honor a quien el General Victorica denominó Presidencia Roca el hito final de dicha campaña.

## Vías de comunicación
La principal vía de comunicación es la Ruta Provincial 3, que la comunica al noroeste con Pampa del Indio y al sudeste con la Ruta Provincial 90 y Puerto Eva Perón; el tramo entre Pampa del Indio y la RP 90 se encuentra pavimentado. Otra ruta importante es la Provincial 3 bis, que la vincula al sudeste con General José de San Martín.

## Población
Su población era de 3,720 habitantes (Indec, 2001), lo que representa un crecimiento del 68,7% frente a los 2,205 habitantes (Indec, 1991) del censo anterior. En el municipio el total ascendía a los 4,987 habitantes (Indec, 2001).